# Hiệp hội bóng đá Đài Bắc Trung Hoa
Hiệp hội bóng đá Trung Hoa Dân quốc (tiếng Trung: 中華民國足球協會; Hán-Việt: Trung Hoa Dân Quốc túc cầu hiệp hội) hay còn gọi là Hiệp hội bóng đá Đài Bắc Trung Hoa (tiếng Anh: Chinese Taipei Football Association - CTFA) là tổ chức quản lý, điều hành các hoạt động bóng đá ở Đài Loan (tên chính thức là Trung Hoa Dân quốc). CTFA quản lý các đội tuyển bóng đá quốc gia nam và nữ, tổ chức các giải bóng đá như giải bóng đá vô địch quốc gia Trung Hoa Đài Bắc, cúp bóng đá Trung Hoa Đài Bắc,.... CTFA là thành viên của cả Liên đoàn bóng đá thế giới (FIFA), Liên đoàn bóng đá châu Á (AFC) và Liên đoàn bóng đá Đông Á (EAFF).
Chủ tịch của Hiệp hội bóng đá Đài Loan hiện nay là ông Lâm Chấn Nghĩa.